# Jean Canolle
Jean Canolle est un écrivain et scénariste français né à Toulon (Var) le 25 mai 1919 et mort à Melun (Seine-et-Marne) le 15 septembre 2009. Il est l'auteur de romans, de pièces de théâtre et scénariste d'émissions de télévision et de films cinématographiques. Il a vécu à Blandy-les-Tours les dernières années de sa vie.

## Biographie
Fils de commerçants toulonnais ruinés, il doit, après avoir passé le certificat d'études, travailler : il est d'abord plongeur dans un restaurant, dessinateur, puis pion dans une école hôtelière. Il monte à Paris en 1937 avec trois scénarios, mais tombé malade, il retourne à Toulon chez ses parents. Il retournera à Paris après la guerre.
Il écrit son premier roman, La lutte contre la Bête, en 1943, un roman d'amour qui raconte avec réalisme la vie quotidienne des tuberculeux exilés dans les sanatoriums où l'on croyait guérir la tuberculose.
Après avoir écrit quelques romans et plusieurs pièces de théâtre, il se fait surtout connaître en créant en 1961 le scénario du feuilleton télévisé Le Temps des copains, réalisé par Robert Guez, qu'il adapte lui-même de son roman éponyme. Cette émission donne lieu en 1963 à la production d'un film du même nom. On lui doit d'autres feuilletons télévisés : Fontcouverte, Sylvie des Trois Ormes et Les demoiselles de Suresnes (1968).

## Vie privée
Marié avec Nadine, il a trois filles : Myriam (née en 1958) Sylvia (née en 1960) et Fabienne, née en 1968.
Il se marie ensuite avec Ambre Delaunay.

## Œuvre littéraire

### Romans
- La lutte contre la Bête, journal de Gilbert Carey, La Belle Cordière, 1943
- Le connétable
- Le grand péché de Foncouverte
- Des vessies pour des lanternes ! (éditeur inconnu), 1954
- L'Homme au papier bleu (éditeur inconnu), 1957
- Estelle. 42, rue Courte, Radio Luxembourg, 1960
- Le Temps des copains, Denoël, 1965
- La Sauvagesse, Jean Goujon, 1974, réédité en 1979
- Moi et les Borgia. Mémoires horrifiques et burlesques, Robert Laffont, 1978
- Le Dieu fou, Carrère, 1986
- La Maison des esclaves, Robert Laffont, 1989
- La Maison des esclaves - Kinkeliba, Robert Laffont, 199
- Le cavalier Rouge
- La Ribeaudaille
- Le Jaguar
- Sir Bazil

Pour les enfants : 
- Le petit chat qui voulait être un homme

### Feuilleton Radiophonique
- 42, rue courte, sur Radio-Luxembourg (sponsorisé par la lessive "Tide") / Années 60

### Pièces de théâtre
- Moineau étudiante pièce en 4 actes, Théâtre La Bruyère, novembre 1945
- Des hommes, pièce en 3 actes, mise en scène de l’auteur, Théâtre de Poche, 1946
- La Petite Phèdre ou l'Esprit de famille, 1952
- Hamlet de Tarascon, 1954
- L'Impromptu d'Amsterdam, 1956
- Le Connétable, 1956
- Lady Godiva (pièce de théâtre), 1958
- Sœur Anne ou la Jument du roi, 1959
- Le Truffador, 1968
- Les Habits neufs du Grand-Duc, 1972
- Le Jaguar, 1975
- Le Remplaçant

### Scénarios, dialogues et réalisation
- Comédiens ambulants, 1945
- Tu seras vedette, 1946
- Le Puits aux trois vérités, de François Villiers, 1961
- Mon oncle du Texas, de Robert Guez, 1962
- Le Roi du village, d'Henri Gruel, 1962
- Foncouverte 1965
- Les Demoiselles de Suresnes, 1968
- Une drôle de bourrique, l'âne de Zigliara, 1969
- Maurin des Maures, 1970
- La Vie des autres (épisodes "Le secret de Valincourt d’Emmanuel Fonlladosa et "Sofia" de Gilles Legrand), série télévisée, 1980 et 1981
- La Calanque, 1987
- Petit Théâtre d'antan, 2008 : Pièces médiévales écrites à Blandy-les-Tours pour le Théâtre amateur de Blandy.